# Bantia werneri
Bantia werneri es una especie de mantis de la familia Thespidae.

## Distribución geográfica
Se encuentra en Brasil y Perú.